# Jěwa Wórša Lanzyna

Stele am ehemaligen Ball- und Gesellschaftshaus in Hoyerswerda

Jěwa Wórša Lanzyna (deutsch Eva-Ursula Lange geb. Lorenz/Lorencec; * 11. September 1928 in Niederkaina; † 20. Dezember 2020) war eine sorbische Malerin, Grafikerin, Keramikerin und Buchgestalterin.

## Leben und Werk
Lanzyna wuchs in Bautzen auf. Nach dem Besuch der Volksschule absolvierte sie von 1945 bis 1948 einer Töpferlehre in Görlitz und studierte 1950 an der Hochschule für angewandte Kunst in Prag sowie von 1951 bis 1956 an der Hochschule für Grafik und Buchkunst Leipzig. Anschließend arbeitete sie von 1956 bis 1958 als Buchgestalterin beim Volk und Wissen Verlag und von 1958 bis 1962 beim Domowina-Verlag. Seit 1962 war sie als freischaffende Künstlerin tätig. Sie war Mitglied des Verbands Bildender Künstler der DDR und zwischen 1978 und 1990 Vorsitzende des Arbeitskreises sorbischer bildender Künstler.
Sie nahm 1974 zusammen mit Měrćin Nowak-Njechorński und Jan Buck am VII. Kongress des Verbandes Bildender Künstler der DDR in Karl-Marx-Stadt teil.
Der Sorbische Künstlerbund richtete 2003 anlässlich ihres 75. Geburtstages im Barockschloss Neschwitz eine Ausstellung und Festveranstaltung aus, bei der Jurij Koch die Laudatio hielt. Anlässlich ihres 80. Geburtstages fand im September 2008 im Wendischen Museum Cottbus die Veranstaltung Eva-Ursula Lange. Künstlerin im Gespräch statt, als Begleitung der damaligen Sonderausstellung Weltsprache Wendisch – Schrifttum, Kunst.
An der Ausstellung Sagenhaftes – Begegnungen mit Mittagsfrau, Wassermann und anderen geheimnisvollen Gesellen im Schloss Hoyerswerda beteiligte sie sich mit einer Reihe tönerner Lutken. Zu ihren Werken im öffentlichen Raum gehört die Stele am ehemaligen Ball- und Gesellschaftshaus in Hoyerswerda, die an die Gründung der Domowina im Jahr 1912 erinnert.
Die Künstlerin lebte und arbeitete in Baruth bei Bautzen und war mit dem Grafiker und Illustrator Steffen Lange verheiratet. Sie starb an den Folgen einer SARS-CoV-2-Infektion.

## Ehrungen
- 1985: Ćišinski-Preis
- 1985: Hans-Grundig-Medaille

## Werke (Auswahl)

### Baubezogene Werke
- 1977: Gesamtgestaltung der Klubgaststätte Wjelbik des Staatlichen Ensembles für Sorbische Volkskultur in Bautzen

- 1980: Wandgestaltung im Ferienheim Hospoda in Sohland

- Wandfries für die Knappenhütte in Knappenrode

### Buchpublikation
- Wórša Lanzyna, Steffen Lange: Radosć tworjenja (Freude des Gestaltens). Übersetzt von Sonja Wölkowa. Lausitzer Druck- und Verlagshaus, Bautzen 1998.

### Illustrationen
- Kito Lorenc: Nowe časy – nowe kwasy: basnje ze studentskich lět. Domowina-Verlag, Bautzen 1962. (Illustrationen mit Steffen Lange).
- Ernst Schmidt: Sorbische Ostereier. 4. Aufl. Domowina-Verlag, Bautzen 1965. (Illustrationen mit Steffen Lange).
- Jurij Nuk, Gerat Libš: Hody w serbskej prozy a poeziji. Domowina-Verlag, Bautzen 1970.
- Ludmila Brězanowa (Hrsg.): Naš nan a naša mać: čitanka za serbsku swójbu. Domowina-Verlag, Bautzen 1982.

- Herbert Andert: Äberlausitz – meine Heemt. Ein heiteres Oberlausitzer Mundartbuch zum Lesen, Vortragen und Singen. Rat des Kreises Löbau (Hrsg.), 1984 (Titelschrift und Noten)
- Herbert Andert: s gibt sicke und sicke. Ein heiteres Oberlausitzer Mundartbuch zum Lesen, Vortragen und Singen. Rat des Kreises Löbau (Hrsg.), 1986 (Titelschrift und Noten)

- Ernst Schmidt: Bunte sorbische Ostereier. 9. Aufl. Domowina-Verlag, Bautzen 1990, ISBN 3-7420-0372-0.

## Ausstellungen (unvollständig)

### Einzelausstellungen
- 1988: Bautzen, Sorbisches Museum („Radosć tworjenja : Wórša Lanzyna = Freude des Gestaltens“)

### Teilnahme an zentralen und wichtigen regionalen Ausstellungen in der DDR
- 1967/1968, 1972/1973 und 1982/1983: Dresden, Kunstausstellung der DDR
- 1972 und 1979: Dresden, Bezirkskunstausstellungen